# Tresson (Sarthe)
Pour les articles homonymes, voir Tresson.
Tresson est une commune française, située dans le département de la Sarthe en région Pays de la Loire, peuplée de 510 habitants. Elle faisait partie du canton de Bouloire jusqu'au redécoupage de 2015, et de l'arrondissement de Mamers.
La commune fait partie de la province historique du Maine, et se situe dans le Haut-Maine.

## Géographie
| Saint-Mars-de-Locquenay | Maisoncelles       |               |
|                         | Tresson            |               |
| Villaines-sous-Lucé     | Montreuil-le-Henri | Sainte-Osmane |

### Climat
Pour des articles plus généraux, voir Climat des Pays de la Loire et Climat de la Sarthe.
En 2010, le climat de la commune est de type climat océanique dégradé des plaines du Centre et du Nord, selon une étude du CNRS s'appuyant sur une série de données couvrant la période 1971-2000. En 2020, Météo-France publie une typologie des climats de la France métropolitaine dans laquelle la commune est exposée à un climat océanique altéré et est dans la région climatique  Moyenne vallée de la Loire, caractérisée par une bonne insolation (1 850 h/an) et un été peu pluvieux. 
Pour la période 1971-2000, la température annuelle moyenne est de 11 °C, avec une amplitude thermique annuelle de 14,7 °C. Le cumul annuel moyen de précipitations est de 712 mm, avec 11,2 jours de précipitations en janvier et 7,2 jours en juillet. Pour la période 1991-2020, la température moyenne annuelle observée sur la station météorologique de Météo-France la plus proche, sur la commune du Luart à 19 km à vol d'oiseau, est de 12,0 °C et le cumul annuel moyen de précipitations est de 686,4 mm,. Pour l'avenir, les paramètres climatiques de la commune estimés pour 2050 selon différents scénarios d'émission de gaz à effet de serre sont consultables sur un site dédié publié par Météo-France en novembre 2022.

## Urbanisme

### Typologie
Au 1er janvier 2024, Tresson est catégorisée commune rurale à habitat très dispersé, selon la nouvelle grille communale de densité à sept niveaux définie par l'Insee en 2022.
Elle est située hors unité urbaine et hors attraction des villes,.

## Histoire
Le 13 juillet 1944, vers 16 h, le P-47D du lieutenant Phillips Abbot Jr. s'abat sur la commune, au lieu-dit la Petite Sauvagère. Une stèle et un square ont été érigés en son nom au cœur du village.

## Politique et administration
| Période                                  | Période                   | Identité       | Étiquette | Qualité                            |
| ---------------------------------------- | ------------------------- | -------------- | --------- | ---------------------------------- |
| 1996                                     | mars 2014                 | Michel Paumier | SE        | Agriculteur                        |
| mars 2014                                | novembre 2017 (démission) | Vincent Samson | SE        | Charpentier-couvreur               |
| novembre 2017                            | En cours                  | Chantal Buin   |           | Retraitée de l'Éducation nationale |
| Les données manquantes sont à compléter. |                           |                |           |                                    |

## Démographie
L'évolution du nombre d'habitants est connue à travers les recensements de la population effectués dans la commune depuis 1793. Pour les communes de moins de 10 000 habitants, une enquête de recensement portant sur toute la population est réalisée tous les cinq ans, les populations de référence des années intermédiaires étant quant à elles estimées par interpolation ou extrapolation. Pour la commune, le premier recensement exhaustif entrant dans le cadre du nouveau dispositif a été réalisé en 2004.
En 2022, la commune comptait 510 habitants, en évolution de +11,6 % par rapport à 2016 (Sarthe : −0,25 %, France hors Mayotte : +2,11 %).
| 1793  | 1800  | 1806  | 1821  | 1831  | 1836  | 1841  | 1846  | 1851  |
| ----- | ----- | ----- | ----- | ----- | ----- | ----- | ----- | ----- |
| 1 191 | 1 310 | 1 399 | 1 359 | 1 504 | 1 440 | 1 409 | 1 352 | 1 331 |

| 1856  | 1861  | 1866  | 1872  | 1876  | 1881  | 1886  | 1891  | 1896  |
| ----- | ----- | ----- | ----- | ----- | ----- | ----- | ----- | ----- |
| 1 309 | 1 308 | 1 286 | 1 222 | 1 212 | 1 132 | 1 095 | 1 128 | 1 108 |

| 1901  | 1906  | 1911  | 1921  | 1926  | 1931 | 1936 | 1946 | 1954 |
| ----- | ----- | ----- | ----- | ----- | ---- | ---- | ---- | ---- |
| 1 041 | 1 085 | 1 165 | 1 023 | 1 011 | 947  | 971  | 926  | 853  |

| 1962 | 1968 | 1975 | 1982 | 1990 | 1999 | 2004 | 2006 | 2009 |
| ---- | ---- | ---- | ---- | ---- | ---- | ---- | ---- | ---- |
| 758  | 663  | 533  | 468  | 407  | 473  | 476  | 469  | 481  |

| 2014 | 2019 | 2022 | - | - | - | - | - | - |
| ---- | ---- | ---- | - | - | - | - | - | - |
| 454  | 484  | 510  | - | - | - | - | - | - |

## Lieux et monuments
L'église Saint-Martin, inscrite aux Monuments historiques depuis 1969, possède une vieille statue de saint Mammès tenant ses entrailles. Cette église possède une nef romane et deux chapelles ajoutées entre 1536 et 1539. Deux noms d'architectes sont rattachés à cet édifice : Guillaume Taillye et Simon Gigoul. L'édifice abrite un retable central de 1729 et deux retables latéraux du XVIIe siècle. La chaire en pierre date également du XVIe siècle.

## Sources, notes et références

### Sources
- Guides Bleus Hachette tourisme, Pays de la Loire, Anjou-Maine, Vendée-Pays Nantais, Paris, Hachette, edition 1988, révisée 1995, 761 p. (ISBN 978-2-01-242304-6), P.642
- Altitudes, coordonnées, superficie : répertoire géographique des communes 2014 (site de l'IGN, téléchargement du 1er mars 2015)